# Колібрі-крихітка пурпуровогорлий
Колі́брі-кри́хітка пурпуровогорлий (Selasphorus flammula) — вид серпокрильцеподібних птахів родини колібрієвих (Trochilidae). Мешкає в Коста-Риці і Панамі.

## Опис

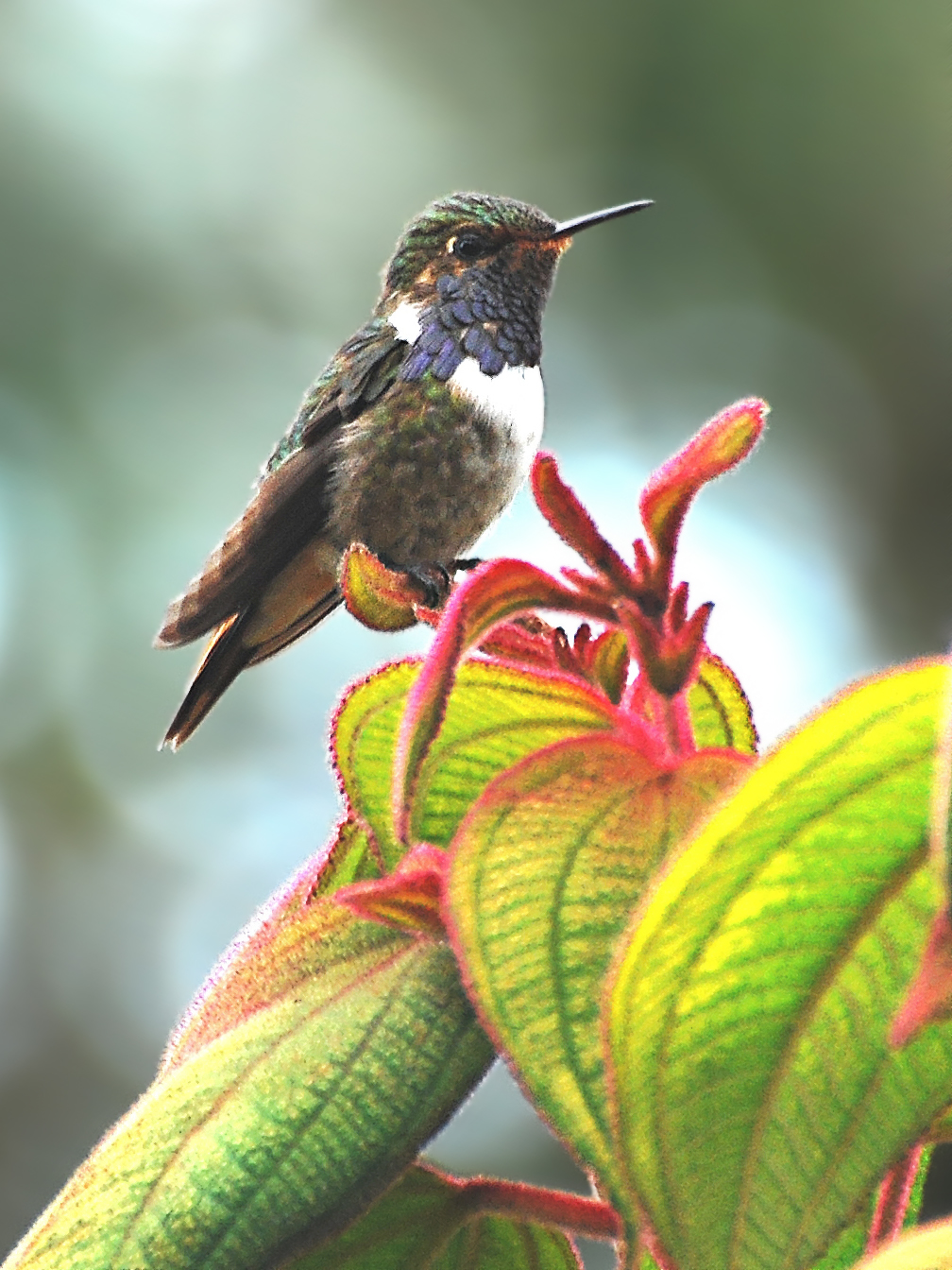
Самець пурпуровогорлого колібрі-крихітки (підвид S. f. torridus)

Довжина птаха становить 7,5—8 см, самці важать 2,5 г, самиці 2,8 г. У самців номінативного підвиду верхня частина тіла бронзово-зелена, за очима невеликі білі плямки. Крайні стернові пера чорні з рудими краями. На горлі блискучий фіолетовий «комір», решта нижньої частини тіла переважно біла. Груди з боків мають охристий або блідо-коричнюватий відтінок, поцятковані зеленими плямками. Дзьоб короткий, прямий, чорний.
У самиць верхня частина тіла така ж як у самців. Центральні стернові пера у них зелені, решта стернових пер біля основи руді, на кінці у них чорна смуга, кінчики у них охристі або білі. Горло білувате, поцятковане темними бронзовими плямками, решта нижньої частини тіла така ж, як у самців. Забарвлення молодих птахів є подібне до забарвлення самиць, однак пера на верхній частини тіла у них мають охристі краї.
У представників підвиду S. f. flammula нижня частина тіла більш біла, ніж у представників номінативного підвиду, у самців цього підвиду горло фіолетово-сіре. У представників підвиду S. f. simoni нижня частина тіла більш охриста, ніж у представників номінативного підвиду, хвіст у них більш чорні. у самців цього підвиду «комір» рожево-червоний.

## Підвиди
Виділяють три підвиди:
- S. f. flammula Salvin, 1865 — схили вулканів Іразу[en] і Турріальба в центральній Коста-Риці;
- S. f. simoni Carriker, 1910 — схили вулканів Поас[en] і Барва[en] в центральній Коста-Риці;
- S. f. torridus Salvin, 1870 — гори Кордильєра-де-Таламанка на півдні Коста-Рики і схили вулкана Бару на заході Панами.

## Поширення і екологія
Пурпуровогорі колібрі-крихітки живуть у різноманітних відкритих і напіввідкритих гірських ландшафтах, зокрема в парамо, у вторинних заростях на місцях зсуву ґрунту або випадіння попелу, на низькотравних високогірних луках і на узліссях карликових і хмарних лісів. Зустрічаються переважно на висоті від 2000 до 3500 м над рівнем моря. Під час негніздового періоду птахи здійснюють висотні міграції вниз по схилах, досягаючи висоти 1350 м над рівнем моря, і навіть можуть переміститися на сусідню гору.
Гватемальські колібрі-крихітки живляться нектаром різноманітних квітучих чагарників, ліан, трав і невисоких дерев, а також дрібними безхребетними, яких ловлять в польоті або, особливо самиці, збирають з рослинності або павутиння. Самці зазвичай захищають кормові території, самиці роблять це значно рідше.
Сезон розмноження у пурпуровогорлих колібрі-крихіток триває з серпня-вересня по лютий. Самці захищають невеликі гніздові території і виконують демонстраційні польоти, приваблюючи самиць. Гніздо чашоподібне, робиться з рослинного пуху і павутиння, покривається мохом і лишайниками, розміщується на кінчику гілки, на висоті від 1 до 5 м над землею, або прикріплюється до коріння.